# CBcloud
CBcloud株式会社（シービークラウド、英: CBcloud Co., Ltd.）とは、物流マッチングサービスであるPickGo（ピックゴー）を提供する会社。配送プラットフォームに荷主が依頼をかけると、登録しているドライバー（CBcloudでは配送パートナーと呼称している）が直接依頼を確認し、応募できる仕組み。荷主と配送パートナーが直接つながるため、配車作業をスピーディーに行えるのが特徴。荷物の配送中もGPSでリアルタイムに位置を確認できる。軽貨物車両や一般貨物車両（2t以上のトラック）を手配でき、常温・チルド・冷凍の3種類の温度帯にも対応する。
登録している配送パートナー数は、軽貨物40,000台以上、一般貨物1,000社以上、二輪車15,000台以上と日本最大級。配車時間は最短56秒で配車率は99.2％を誇る（2022年6月時点）。
また、ANA CargoとJALとの協業による空陸一貫輸送サービスも手掛けており、全国各地から荷物を最短で即日届けることもできる。
この他にも、物流業務支援システムのSaaSであるSmaRyu（スマリュー）を提供している。

## 概要
社長の松本隆一は航空保安大学校を経て国土交通省に入省し、航空管制官として羽田空港に勤務。2013年に退省し、義父と起業。2016年に軽貨物車両の配送プラットフォーム「軽town」をリリースし、2017年に「PickGo」とサービス名称を変更した。
創業のきっかけは、松本社長が義父から個人事業主の軽貨物ドライバー労働環境は過酷であると知らされたこと。個人事業主のドライバーは運送会社から下請けで仕事を得ているため、条件の悪い緊急配送依頼であっても、次から仕事を振られないことを恐れて断れないという、ドライバーにとって不利な多重下請け構造が存在している。一方で、荷主や運送会社にとっても、1台の車両を手配する手段が電話やFAXのみであることが多く、手配に時間がかかり非効率的な面がある。
そこで、高校時代から独学でプログラムを学んでいた松本社長は、配送依頼をデジタル化するシステムを作成し、効率化を実現。義父の強い後押しもあって、配車サービスの事業を行うため国土交通省を退省する。しかし、その翌月に義父は急逝。義父の事業を受け継いで実務をこなす中、物流業務の実態やドライバーが過小評価されている状況を実感。物流業界の非効率な面をDXで効率化することで、ドライバーの地位向上・待遇改善を行い、物流業界における深刻な人手不足の解消を目指している。
その一環として、ドライバーへの報酬が即日入金される仕組みを運送業界で初めて導入したり、配送品質の良い努力したドライバーが報われる評価制度を取り入れたりしている。また、軽貨物車両を持っていない個人事業主でも配送できるよう「PickGoカーリース」も提供している。
かつて松本社長が航空管制官だったことから、オフィスには空港を連想させるものが多く、通路に滑走路のような模様があったり、飛行機内の座席のような椅子が設置されていたり、会議室に「Airbus（エアバス）」「Boeing（ボーイング）」「Cessna（セスナ）」と名付けられたりしている。さらに、実際のパイロットが研修で使用するフライトシミュレーターも設置されている。

## 主なサービス
PickGo（ピックゴー）
アプリ版
- 配送サービスアプリ（PickGoエクスプレス）

スマホのアプリで集荷先と配送先、時間を指定するだけで、対応できる配送パートナーとマッチングし荷物の配送を依頼できるサービス。軽貨物車両1台に載せられる荷物の大きさ・量であればOK。利用料金の見積もりは依頼前に確認できる。
- 買い物代行サービスアプリ（PickGoショッピング）

アプリから依頼するだけで、配送パートナーが近くのお店で買い物や商品の受け取りを代行し、自宅まで届けてくれるサービス。東京都、神奈川県、埼玉県、千葉県、愛知県、京都府、大阪府、兵庫県、福岡県で利用可能。
- 手荷物当日配送サービス

出発空港から滞在先ホテルへ荷物を当日中に配送するサービス。手ぶらで旅行が楽しめる。JALと連携し、2022年7月11日より正式開始。
法人向けサービス
- 緊急配送／即日配送

24時間365日全国どこからでもネットで依頼可能。緊急配送や即日配送、日時指定に対応。車両のサイズや温度帯だけでなく、箱車・平ボディといった形状、ウィング・パワーゲート・ユニックなどの設備も細かく指定できる。独自の評価制度により、配送パートナーの配送品質が可視化されており、依頼したい配送パートナーを選択できる。
- 定期配送

ルート配送やエリア配送、店舗間配送など、常に発生する定期配送や季節的な物流波動に合わせた期間限定の配送などを依頼できるサービス。専任の担当者が付き、ニーズに合わせて定期配送のプランを自由に設計できる。食品や建材、医療品など多様な商材の取り扱いが可能。
- 物流ソリューション

PickGoのリソースを活用することで、企業の物流課題に応えるサービス。特にBtoC宅配におけるラストマイルの課題解決に強く、例えば、自社物流を抱えず固定費不要でクイックコマースを始めたり、EC配送で物流構造を大きく変えずに即日配送を実現したりすることができる。また、API連携により自社サービスでPickGoのインフラを利用可能にすることで配送機能を強化したり、新たなサービスを共創したりすることも行っている。
SmaRyu（スマリュー）
- SmaRyuトラック

運送会社向けの業務効率化システム。案件入力や配車表の作成をデジタル化し、配送状況をリアルタイムで管理できる。各車両へ電話連絡せずに済むため、工数の削減に役立つ。配車業務を効率化できるだけでなく請求書の作成や、ドライバーの日報作成なども自動化できる。
- SmaRyuポスト

宅配業者向けの業務効率化システム。AIにより効率的な配達ルートを自動作成し、最適な荷積み位置も自動指定するため、土地勘のない初心者でも効率的に宅配業務を行える。配達ルートの作成には時間指定や在宅率予測も考慮されているため、再配達の確率も減少。荷物のラベルもスマホでスキャンできるため荷物の積み残し・取り違いを防げる。受領書に電子サインを導入しておりペーパーレス化にも役立つ。

## 沿革
- 2013年（平成25年）
  - 10月 - 横浜市泉区にて会社設立。松本の義父が営む冷蔵・冷凍の軽貨物事業を引き継ぐ。
- 2016年（平成28年）
  - 6月 - 軽貨物配送プラットフォーム「軽Town」 をリリース。
  - 9月 - シードラウンドの資金調達実施。
  - 11月 - 人員拡大のため千代田区鍛冶町（神田）へオフィス移転。
- 2017年（平成29年）
  - 6月 - 「PickGo」 へサービス名称変更。
  - 8月 - 個人向け配送サービス 「PickGo for Personal」 をリリース。
  - 9月 - シリーズAラウンドの資金調達実施。
  - 11月 - さらなる人員拡大と設備拡充のため神田近辺にてオフィス移転。
- 2018年（平成30年）
  - 1月 – 物流業界初となる配送ドライバーへの報酬の即日入金を可能に。
  - 6月 – 車両を持っていなくても軽貨物運送事業を始められるよう「PickGoカーリース」の提供を開始。
  - 8月 - 「イチマナ～AI動態管理～」 をリリース。
  - 10月 - 設立5周年。
- 2019年（平成31年/令和元年）
  - 2月 - 「PickGo」 登録ドライバー1万名突破。
  - 3月 - 事業拡大に伴いオフィス増床。
  - 8月 - シリーズBラウンドの資金調達実施。
  - 9月 – ANA Cargoと共同で空陸一貫輸送サービスを開始。
- 2020年（令和2年）
  - 2月 - 一般貨物のマッチングサービスがスタート。
  - 3月 - 「SmaRyuTruck / SmaRyu Post」へサービス名称変更。
  - 3月 - さらなる人員拡大に伴い千代田区神田練塀町（秋葉原）へオフィス移転。
  - 4月 - 初の支店として沖縄県那覇市にNaha Baseを開設。
  - 4月 - 新型コロナウィルスの影響を受け、プロの配送ドライバーによる買い物代行サービスをリリース。
  - 7月 - 大阪府東大阪市と包括連携協定、富田林市と事業連携協定をそれぞれ締結。
  - 7月 - 軽貨物の登録ドライバーが2万名突破。
  - 9月 - 配送パートナー向け「PickGo スコア」を開始。
  - 9月 - 買い物代行サービスにて自転車・バイクによる配送を開始。
- 2021年（令和3年）
  - 1月 - 初の関西拠点として大阪市にOsaka Baseを、沖縄県内の2拠点目として宜野湾市にGinowan Baseを開設。
  - 1月 - 「PickGo」のリブランディングを実施。個人向け「PickGo」、法人向け「PickGo for Business」、配送パートナー向け「PickGo for Partner」へ名称を変更。
  - 1月 - 個人向けに「受取り」サービスを開始。
  - 4月 - 日本郵便への「SmaRyu Post」のサービス提供を順次拡大。2022年3月までに全国最大500局の導入を目指す。
  - 5月 - 配送マッチングサービス調査にて「ドライバーの質が高い」「安心・信頼」「リピートしたい」の3項目で1位を獲得。
  - 6月 - 「PickGo配送API」をローンチ。「セブン‐イレブンネットコンビニ」と「PickGo」が連携を開始
  - 7月 - 軽貨物の登録ドライバーが3万名、二輪車パートナーが1万名突破。
  - 9月 - 自治体向けに「自宅療養者支援物資配送サービス」を本格的に提供開始。
  - 10月 - 事業拡大を受け、Naha Baseを那覇市天久へ移転。
  - 11月 - 一般貨物マッチングにおいて入札制度を導入。
  - 12月 - 約60億円の資金調達を実施（シリーズCラウンド）。
- 2022年（令和4年）[21]
  - 2月 – オンライン服薬指導サービス「薬急便™」を運営するMG-DXと業務提携し、処方薬の即日配送地域を国内全域へ拡大
  - 3月 - 初の物流倉庫「CBcloud川口デポ」を開設。
  - 5月 - 2022年度「IT導入補助金」のIT支援事業者に認定。
  - 7月 - 「手荷物当日配送サービス」の正式運用開始。

## 直営支社
- Tokyo Base 〒101-0022 東京都千代田区神田練塀町300　住友不動産秋葉原駅前ビル16階
- Osaka Base 〒541-0053 大阪府大阪市中央区本町４丁目４−６
- Naha Base 〒900-0005 沖縄県那覇市字天久905 琉球新報天久ビル2階
- Ginowan Base 〒901-2227 沖縄県宜野湾市宇地泊５５８−１８
- CBcloud川口デポ 〒332-0002 埼玉県川口市弥平3-12-6[22]

## 受賞歴
- 2016年 - KDDI ∞ Labo 第10期（2016年） 「KDDI ∞ Labo賞」
- 2018年 – みずほ銀行「MIZUHO INNOVATION AWARD 2018-4Q」
- 2019年 - JR東日本スタートアッププログラム 2019「スタートアップ大賞」[23]
- 2019年 - KVP AWARD 2019「資金調達賞」
- 2020年 - 第2回 日本オープンイノベーション大賞「国土交通大臣賞」

## 資金調達・業務提携
- 2017年 - 9月にCREなど5社を引受先とした第三者割当増資により資金調達[24]
- 2019年 - 8月にソフトバンク、佐川急便、日本郵政キャピタル、CREを引受先として第三者割当増資により資金調達[25]
- 2019年 - 8月に佐川急便と資本業務提携契約を締結[26]
- 2019年 - 9月にソフトバンクと運送分野のIT化に係る業務提携契約を締結[27]
- 2019年 - 10月にJR東日本スタートアップと資本提携契約を締結[28]
- 2019年 - 10月にJR東日本スタートアップ、BORベンチャーファンド１号投資事業有限責任組合（運営会社：りゅうぎん総合研究所）、沖縄タイムスを引受先として第三者割当増資により資金調達[29]
- 2022年 - 1月にトランコムと資本業務提携契約を締結[30]
- 2023年 - 5月にMagicalMove株式会社を子会社化[31]